# Amphiblestrum flemingii
Amphiblestrum flemingii är en mossdjursart som först beskrevs av Busk 1854.  Amphiblestrum flemingii ingår i släktet Amphiblestrum och familjen Calloporidae. Arten är reproducerande i Sverige. Inga underarter finns listade i Catalogue of Life.